# Crest Audio
Crest Audio est une entreprise américaine fabriquant du matériel de sonorisation professionnel, dont des amplificateurs, tables de mixage et des enceintes acoustiques.

## Historique
Crest Audio a été fondé à la fin des années 1970 par Jean-Pierre Prideaux en Californie. L'entreprise a été acquise par Dallas Music Industries à la fin des années 1980, et ces deux marques ont elles-mêmes été rachetées par le groupe Peavey Electronics en 1999. Depuis cette date, Crest a son siège social chez Peavey, à Meridian dans l'État du Mississippi. La marque est distribuée à l'échelle internationale.
À l'origine, la marque ne fabriquait que des amplificateurs audio dits « de puissance » destinés au monde du spectacle. Le premier amplificateur Crest, le P3500, offrait une puissance de 475 W par canal dans un châssis tenant dans deux unités de rack 19 pouces, soit 3,5 pouces de hauteur, là où les amplificateurs les plus puissants du marché n'offraient que 400 W par canal pour quatre unités de hauteur. En 1983, le 4001 est le premier amplificateur à garantir un fonctionnement sous une impédance de 4 ohms, et occupe trois unités de hauteur. Quatre ans plus tard, le 8001 s'impose comme un standard pour l'industrie du spectacle. Il est remplacé par le 8002 en 1998
En 1989, Crest audio diversifie ses activités et commence à produire des tables de mixage avec la série EX. Quatre ans plus tard, la société sort NexSys, un système de pilotage informatisé des amplificateurs basé sur une connexion en réseau permettant de contrôler à distance les configurations et contrôles des machines.